# Aït M'Guild
 (avril 2025).
Motif : En attendant des sources secondaires centrées.
- Archive Wikiwix
- Bing
- Cairn
- DuckDuckGo
- E. Universalis
- Gallica
- Google
- G. Books
- G. News
- G. Scholar
- Persée
- Qwant
- (zh) Baidu
- (ru) Yandex
- (wd) trouver des œuvres sur Wikidata

| 1. | Préciser le motif de la pose du bandeau. | Précisez le motif de la pose du bandeau en utilisant la syntaxe suivante : {{admissibilité à vérifier\|date=juillet 2025\|motif=remplacez ce texte par le motif}}                |
| 2. | Informer les utilisateurs concernés.     | Pensez à avertir le créateur de l'article, par exemple, en insérant le code ci-dessous sur sa page de discussion : {{subst:avertissement admissibilité à vérifier\|Aït M'Guild}} |

 (mai 2025).
Si vous disposez d'ouvrages ou d'articles de référence ou si vous connaissez des sites web de qualité traitant du thème abordé ici, merci de compléter l'article en donnant les références utiles à sa vérifiabilité et en les liant à la section « Notes et références ».
Les Aït M'Guild (arabisé en Béni M'Guild) et prononcée en dialecte amazigh du moyen atlas Ayt Myill, sont une tribu berbère appartenant auparavant à la confédération des Sanhadja qui occupait une aire géographique prenant en écharpe le Moyen Atlas central, depuis la vallée de la haute Moulouya jusqu’aux plateaux situés au sud de Meknès.

## Histoire
L'origine des Aït M'Guild remonte à leur ancêtre, le marabout Sidi M'Guild originaire de Tafilalet, dans le Sud-Est du Maroc, et une partie du Haut Atlas. Inhumé au mont Béni M'Guild (2 100 m) qui porte son nom. Il s'installe au Moyen Atlas qui constitue un refuge de prédilection aux opposants de l'autorité centrale : le Makhzen notamment, pendant le règne du sultan alaouite Moulay Ismail, dans le cadre de la mouvance Sanhadja.

## Répartition géographique
Les Aït M'Guild occupent une aire géographique très riche en ressources forestières et minérales au cœur du moyen Atlas notamment La forêt de Sidi M'Guild, située dans le Moyen Atlas centro-méridionale. Elle est circonscrite dans un quadrilatère limité par : Azrou – Timahdit – Sources d'Oum Erabia et la cédraie d'Ain Kahla.
Les frontières des Aït M'Guild avec toutes ses composantes :
- Au Nord : Les Aït Mejjat puis le sud des territoires des tribus Guerouane ont la capitale est El Hajeb
- Au Sud : la tribu des Aït Sgougou dont la capitale est El Hammam
- À l’Est : la tribu des Aït Arfa dont la capitale est Timahdite
- À l’Ouest : la tribu des Zayanes Khénifra
- Nord-Est : la tribu des Aït Ndir, dont la capitale est El Hajeb
- Sud-Ouest : la tribu des Zemmours, dont la capitale est Oulmès
- Sud-Est : la tribu des Irklaoune
- Sud-Ouest : la tribu Aït Ougadir, dont la capitale est Boumia

## Sources
- Mémoire de 3e Cycle ENFI de Mr H. Ouhdif, ingénieur à la CR d'Ain leuh